# 아오첸 포춘 플라자
아오첸 포춘 플라자는 중국 쿤밍에 제안된 마천루이다.